# 스폴리아티네 글라사테
스폴리아티네 글라사테(이탈리아어: sfogliatine glassate, 단수: sfogliatina glassata 스폴리아티나 글라사타[*])는 이탈리아의 페이스트리이다.

## 이름
이탈리아어 "스폴리아티네(sfogliatine)"는 "퍼프 페이스트리"를 뜻하는 명사 "스폴리아티나(sfogliatina)"의 복수 형태이며, "글라사테(glassate)"는 "글레이즈하다"를 뜻하는 동사 "글라사레(glassàre)"의 과거 분사 여성 복수 형태이다. "글레이즈된 퍼프 페이스트리"라는 뜻이다.

## 같이 보기
- 누네띠네